# Coffea kapakata
Coffea kapakata, também conhecido como kapakata, é uma espécie de planta do gênero Coffea, mais comumente conhecido como café, que é nativa do oeste de Angola e Congo. Os espécimes foram coletados em 1932, mas os detalhes precisos da localidade são incertos e nenhum outro espécime foi descoberto desde então. Por se conhecer tão pouca informação sobre ele, seu estado de conservação é classificado como 'deficiente em dados'.